# Konrad ReijoWaara
Karl Konrad ReijoWaara, till 1906 Relander, född 25 mars 1853 i Gamlakarleby, död 19 december 1936 i Helsingfors, var en finländsk  läkare och nykterhetsman.
ReijoWara blev medicine och kirurgie doktor 1892. Han var 1887–1892 provinsialläkare i Haapajärvi, 1892–1904 i Uleåborg och 1905–1926 i Helsingfors. Han undervisade allmogen i hälsofostran och fäste stor vikt vid hygienfrågor samt organiserade som ordförande i Uleåborgs arbetarförening 1898–1899 den så kallade rusdrycksstrejken, som spred sig över hela landet.

## Utmärkelser
- Sankt Stanislausorden, tredje klass,  1896[1]
- Kommendörstecknet av Finlands Vita Ros’ orden,  1919[1]

[Redigera Wikidata]